# Bartłomiej Bardecki
Bartłomiej Bardecki (ur. 2 lutego 1978  w Trzebnicy) – polski żużlowiec.

## Kariera sportowa
Sport żużlowy uprawiał w latach 1994–2002 w barwach klubów: Sparta Wrocław (1994–1997), J.A.G. Speedway Łódź (1998), Start Gniezno (1999–2000, 2002) oraz Włókniarz Częstochowa (2001).
Dwukrotny złoty medalista drużynowych mistrzostw Polski (1994, 1995). Brązowy medalista młodzieżowych mistrzostw Polski par klubowych (Ostrów Wielkopolski 1999). Trzykrotny finalista młodzieżowych indywidualnych mistrzostw Polski (Częstochowa 1997 – IV miejsce, Grudziądz 1998 – XII miejsce, Gniezno 1999 – XV miejsce). Trzykrotny finalista turniejów o "Brązowy Kask" (Lublin 1995 – XII miejsce, Bydgoszcz 1996 – XIII miejsce, Piła 1997 – VI miejsce). Finalista turnieju o "Srebrny Kask" (Leszno 1998 – VIII miejsce). 
Finalista indywidualnych mistrzostw świata juniorów (Mšeno 1997 – jako rezerwowy). Zwycięzca nieoficjalnych indywidualnych mistrzostwa Europy juniorów do 19 lat (Wrocław 1997).
W latach 2003–2004 startował w finałach indywidualnych mistrzostw Stanów Zjednoczonych, gdzie obecnie mieszka.